# Лампрофир

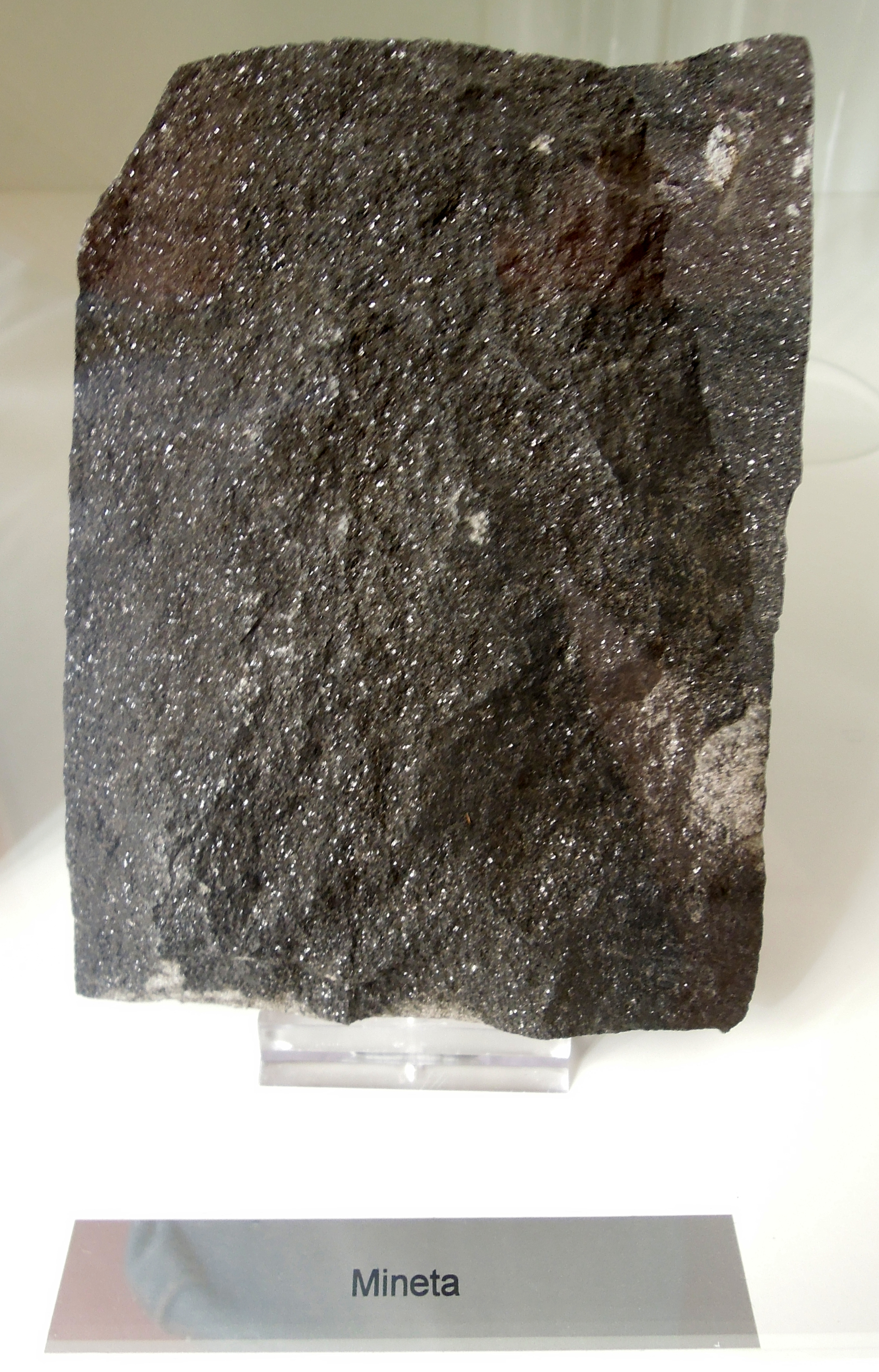
Минета, тип лампрофира.
Яхимов, Чехия.

Лампрофир (от греч. λαμπρός — блестящий, сверкающий и греч. φύρω — смешивать) — жильная магматическая горная порода c повышенным количеством цветных минералов (не менее 30 %).
В состав породы входит полевой шпат (реже фельдшпатоиды) и цветные минералы (биотит, амфибол, пироксен и иногда оливин). Цвет тёмно-серый, до чёрного. Различают известково-щелочные (спессартит, керсантит и другие) и щелочные (камптонит, альнеит и другие) лампрофиры.